# Hodosi Sámuel
Hodosi Sámuel (Debrecen, 1654 közepe, – Szikszó, 1748. november 23.) református lelkész, a Dunántúli Református Egyházkerület püspöke 1708-tól 1710-ig.

## Életútja
Tanulmányait Debrecenben végezte. 1671. január 28-án lépvén a togatusok sorába. Miután két évig praeceptori tisztet viselt, 1676-ban veszprémi →rektor lett. Majd külföldre ment s 1678 májusában az utrechti egyetemre iratkozott be. Hazajőve, 1680 márciusában Veszprémben foglalt el lelkészi állást. Itt 1695-ben alesperessé, 1702-ben esperessé választatott. Ez év július elején fogságra vetette Volkra római katolikus püspök, s abból sok szenvedés után csak az angol és holland követek közbeléptére szabadult ki 1703 őszén. A dunántúli kerület 1708. augusztus 8-án püspökké tette, de csak kevés ideig folytathatta hivatalát, mivel Volkra által 1710-ben elűzetvén, jobbnak látta eltávozni a kerületből is. Előbb Átányra, onnan Szikszóra ment papnak, hol 1712-től 1740-ig működött. Ekkor nyugalomba lépett, de a borsodi egyházmegyének még 1745-ben is tanácsbírája volt. Veje volt id. Kölcséri Sámuelnek.

## Művei
- Περι της αναστασεως των νεκρων δικαιων τε και αδικων (Utrecht, 1678)
- Őrálló toronyban helyeztetett vigyázó (Veszprémi beköszöntő prédikációja). (Debrecen, 1680)
- Pályáját állhatatosan megfutó Isten hű szolgájának eltétetett igazság koronája (Gyászbeszéd Séllyei István felett). (Uo. 1697)